# Melampyrum roseum
Melampyrum roseum là loài thực vật có hoa thuộc họ Cỏ chổi. Loài này được Maxim. mô tả khoa học đầu tiên năm 1859.

## Hình ảnh

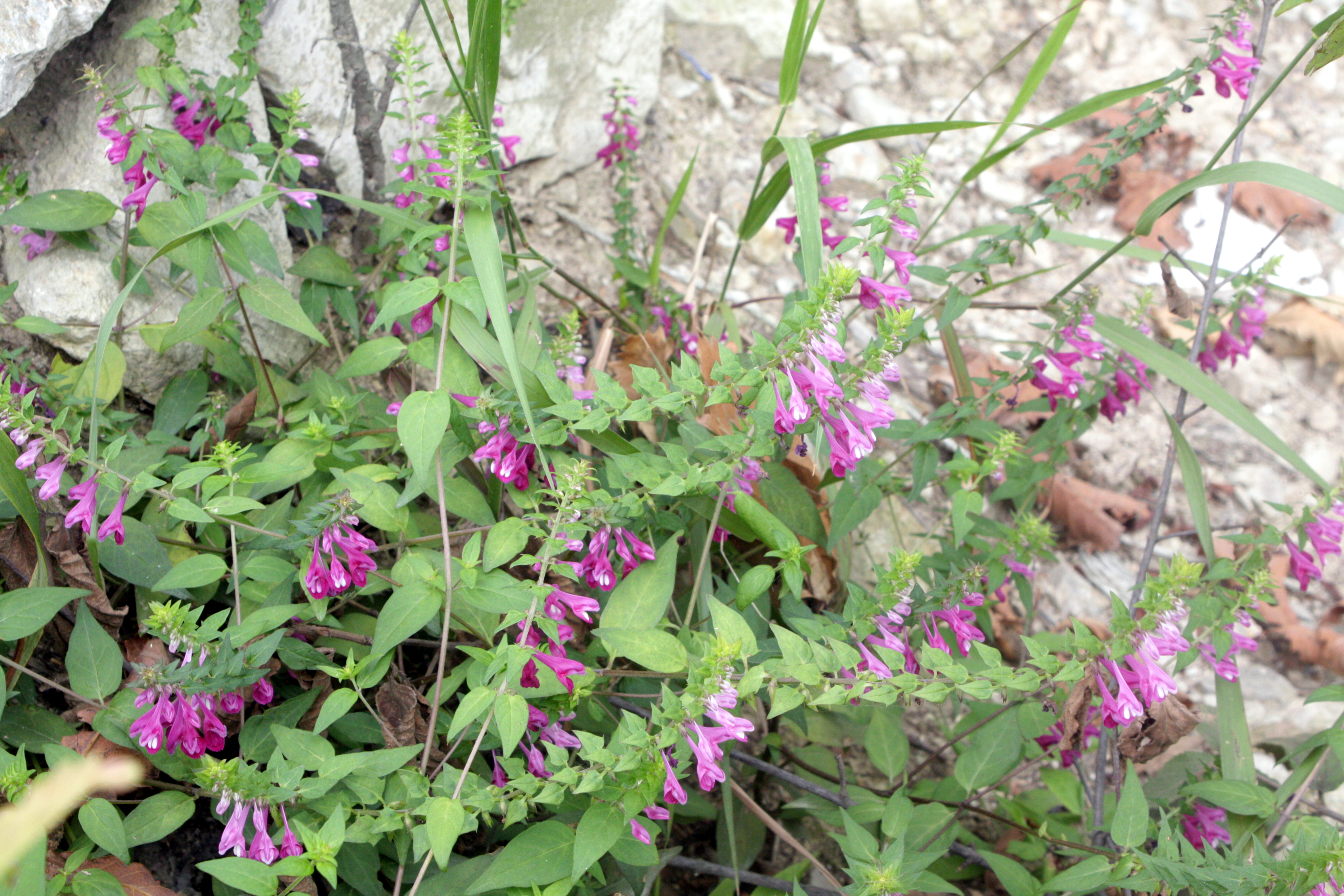
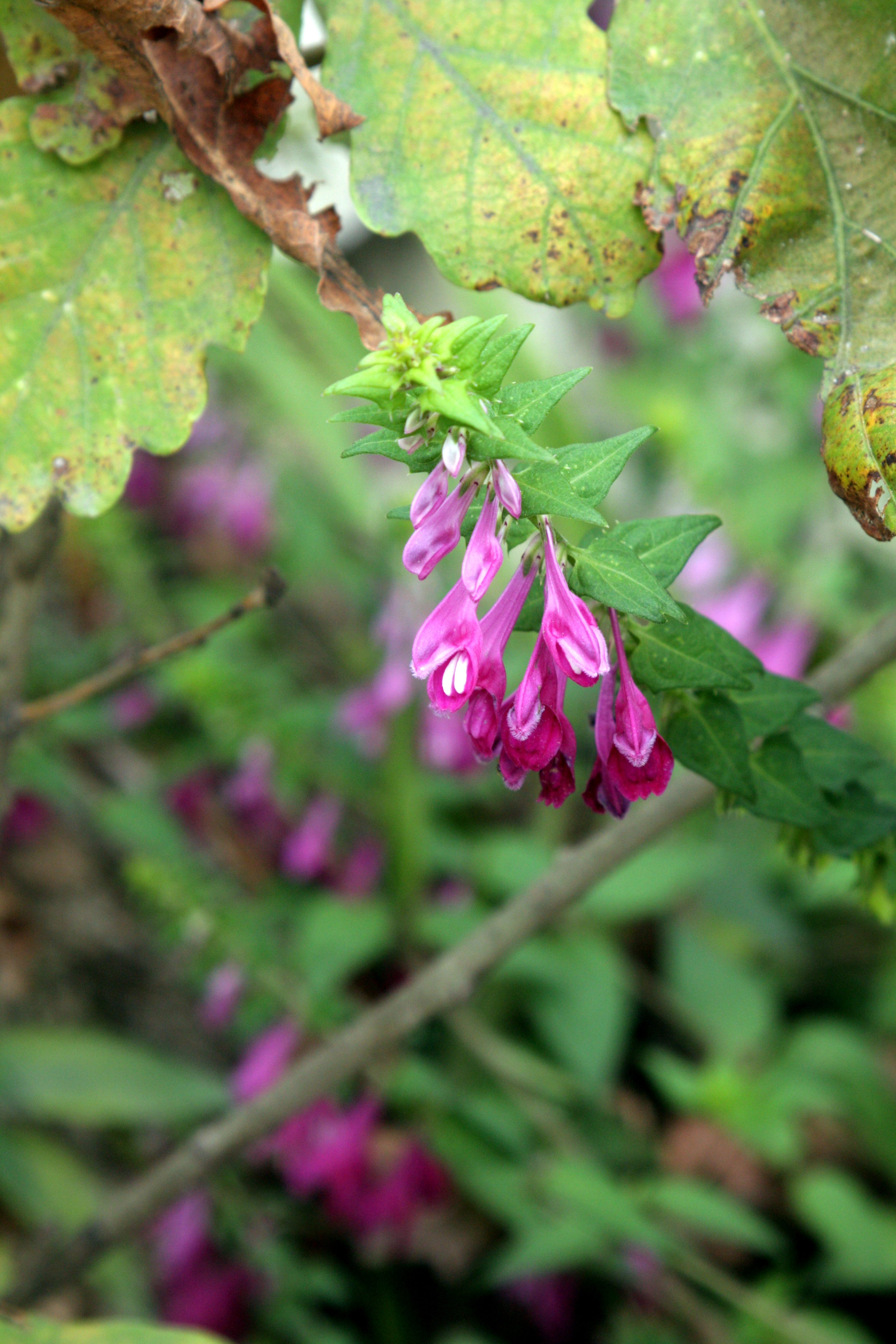
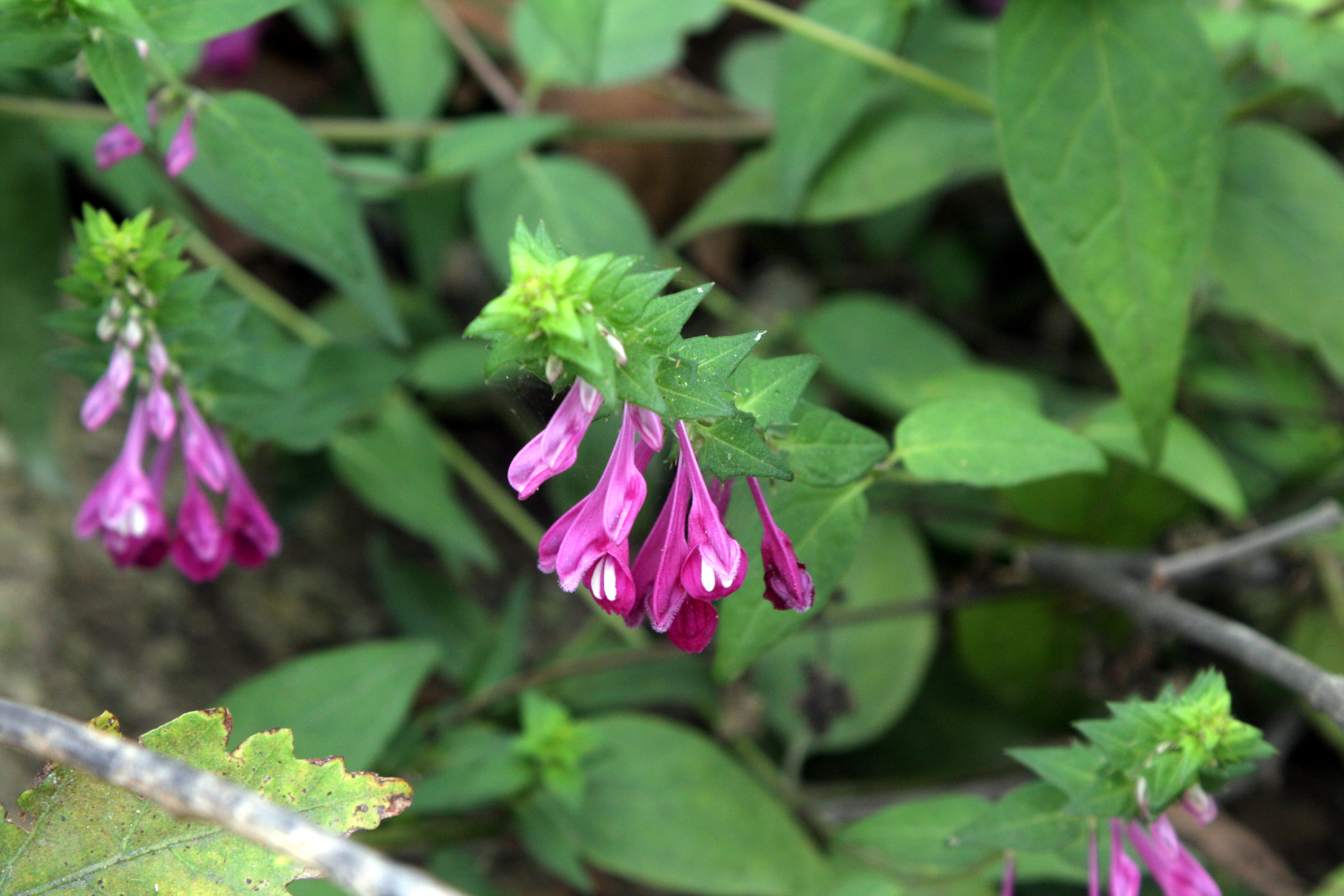
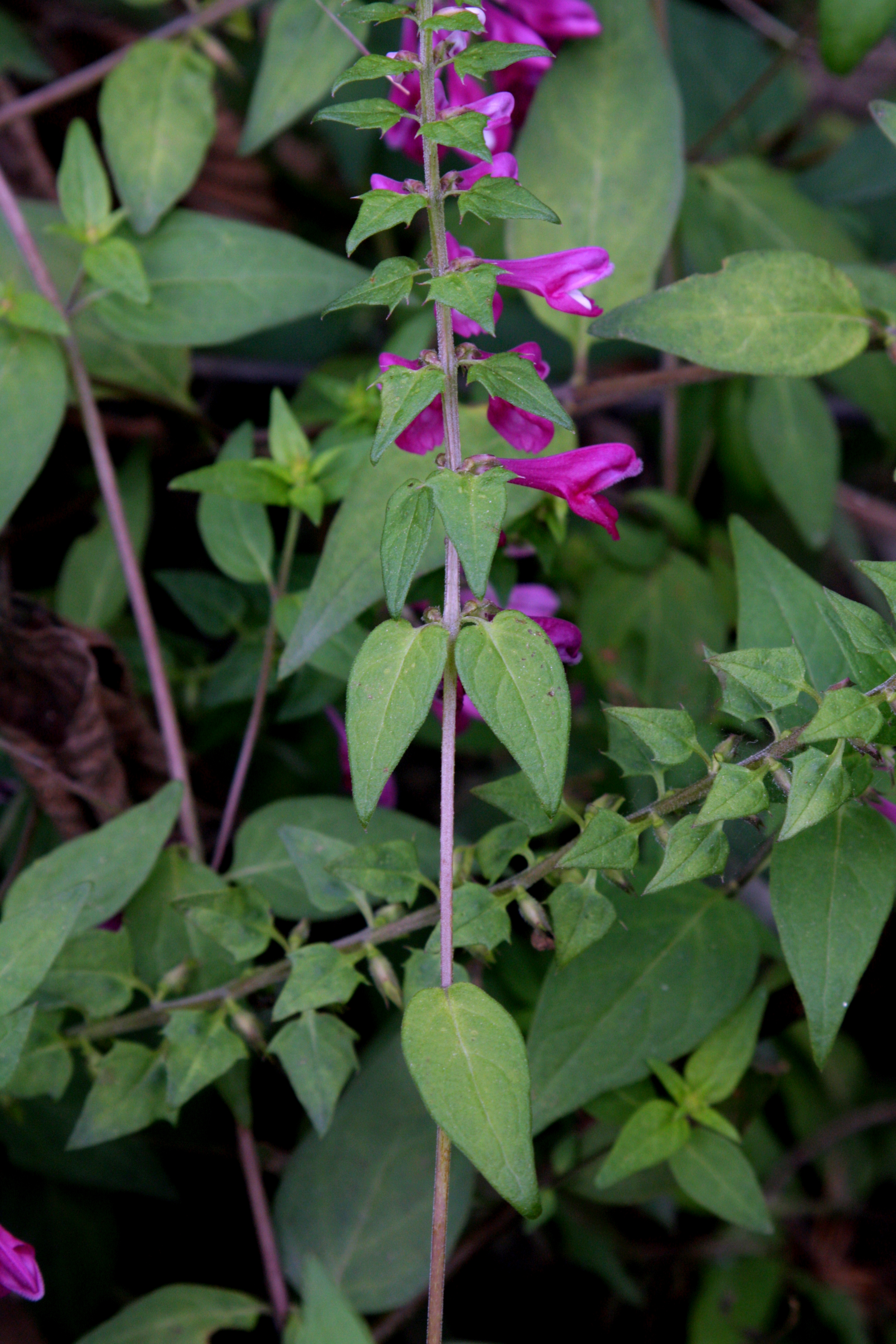